# Пам'ятки Доманівського району
У Доманівському районі Миколаївської області на обліку перебуває 7 пам'яток архітектури, 46 — історії та 2 — монументального мистецтва

## Пам'ятки архітектури
| №п/п | Охоронний номер | Найменування пам'ятки      | Адреса                             | Рік            | Автор                 | Фото |
| ---- | --------------- | -------------------------- | ---------------------------------- | -------------- | --------------------- | ---- |
| 1.   |                 | Садибний будинок Шишкіна   | Смт Доманівка, вул. Космонавтів, 7 | 1900           | О. І. Тищенко, Шишкін |      |
| 2.   |                 | Церква                     | Село Маринівка                     | 1850—1880      | О. І. Тищенко         |      |
| 3.   |                 | Преображенська церква      | Село Мостове                       | Сер. XIX ст.   | О. І. Тищенко         |      |
| 4.   |                 | Садиба Ерделі              | Село Мостове, вул. Степова         | 1900           | О. І. Тищенко         |      |
| 5.   |                 | Іоанно-Богословська церква | Село Прибужжя                      | 1830—1850      | О. І. Тищенко         |      |
| 6.   |                 | Садибний будинок           | Село Прибужжя                      | Кінець XIX ст. | О. І. Тищенко         |      |
| 7.   |                 | Садиба Фатца               | Село Фрунзе                        | 1902           | О. І. Тищенко         |      |
|      |                 |                            |                                    |                |                       |      |

## Пам'ятки історії
| №п/п | Охоронний номер | Найменування пам'ятки | Адреса                                     | Рік             | Автор                              | Фото |
| ---- | --------------- | --- | ------------------------------------------ | --------------- | ---------------------------------- | ---- |
| 1.   | 904             | Пам'ятник трудової слави «ХТЗ» (трактор); | СМТ Доманівка                              | 1968            |                                    |      |
| 2.   | 933             | Меморіальний комплекс: — пам'ятник Герою Радянського Союзу Лихому І. М. (1914–1943 рр.); — братська могила радянських воїнів (13 чоловік); — пам'ятний знак на честь воїнів-земляків, загиблих у роки ВВВ. | СМТ Доманівка, Площа імені Леніна          | 1955, рек. 1975 |                                    |      |
| 3.   | 895             | Пам'ятний знак на честь воїнів-земляків, загиблих у роки ВВВ. | Село Анетівка, біля школи                  | 1965            |                                    |      |
| 4.   | 897             | Пам'ятний знак на честь воїнів-земляків, загиблих у роки ВВВ. | Село Антонівка, кладовище                  | 1970            |                                    |      |
| 5.   | 898             | Братська могила радянських воїнів та підпільника (всього 53 чоловіки). | Село Богданівка, житловий масив.           | 1955            |                                    |      |
| 6.   | 313             | Братська могила радянських воїнів (203 чоловіки) і пам'ятний знак на честь воїнів-земляків, загиблих у роки ВВВ (пам'ятник комплексний).                                                                   | Село Богданівка, кладовище                 | 1955            |                                    |      |
| 7.   | 1527            | Поховання на місці розстрілу жертв фашизму (54 тисячі чоловік). | Село Богданівка, південна околиця села     | 1980            |                                    |      |
| 8.   | 899             | Пам'ятний знак на честь воїнів-земляків, загиблих у роки ВВВ. | Село Богданівка, біля школи                | 1965            |                                    |      |
| 9.   | 900             | Пам'ятний знак на честь воїнів-земляків, загиблих у роки ВВВ. | Село Богданівське, подвір'я клубу          | 1959            |                                    |      |
| 10.  | 314             | Братська могила радянських воїнів (228 чоловік) та пам'ятний знак на честь воїнів-земляків, загиблих у роки ВВВ (пам'ятник комплексний).                                                                   | Село Виноградний Сад, в центрі села        | 1955            |                                    |      |
| 11.  | 901             | Пам'ятний знак на честь воїнів-земляків, загиблих у роки ВВВ. | Село Вікторівка, біля сільського клубу     | 1957            |                                    |      |
| 12.  | 315             | Братська могила .радянських воїнів (6 чоловік) та пам'ятний знак на честь воїнів-земляків, загиблих у роки ВВВ (пам'ятник комплексний).                                                                    | Село Володимирівка, в центрі села          | 1958            |                                    |      |
| 13.  | 902             | Пам'ятний знак на честь воїнів-земляків, загиблих у роки ВВВ. | Село Володимирівка, біля клубу іі магазину | 1967            |                                    |      |
| 14.  | 903             | Пам'ятний знак на честь воїнів-земляків, загиблих у роки ВВВ. | Село Довжанка, в центрі села               | 1965            |                                    |      |
| 15.  | 918             | Братська могила радянських воїнів (3 чоловіки) та пам'ятний знак на честь воїнів-земляків, загиблих у роки ВВВ (пам'ятник комплексний).                                                                    | Село Жовтневе, в центрі села               | 1965            |                                    |      |
| 16.  | 905             | Пам'ятний знак на честь воїнів-земляків, загиблих у роки ВВВ. | Село Забари, в центрі села                 | 1965            |                                    |      |
| 17.  | 906             | Пам'ятний знак на честь воїнів-земляків, загиблих у роки ВВВ. | Село Зброшкове, в центрі села              | 1965            |                                    |      |
| 18.  | 907             | Пам'ятний знак на честь воїнів-земляків, загиблих у роки ВВВ. | Село Зелений Гай, в центрі села            | 1957            |                                    |      |
| 19.  | 317             | Братська могила радянських воїнів (2 чоловіки) та пам'ятний знак на честь воїнів-земляків, загиблих у роки ВВВ (пам'ятник комплексний).                                                                    | Село Зелений Яр, в центрі села             | 1962            |                                    |      |
| 20.  | 908             | Пам'ятний знак на честь воїнів-земляків, загиблих у роки ВВВ. | Село Іванівка, кладовище                   | 1967            |                                    |      |
| 21.  | 909             | Братська могила радянських воїнів (9 чоловік) та пам'ятний знак на честь воїнів-земляків, загиблих у роки ВВВ (пам'ятник комплексний).                                                                     | Село Козубівка, в центрі села              | 1964            | арх. Сєдов, ск. Поливода, Гречаник |      |
| 22.  | 910             | Братська могила борців за владу Рад та пам'ятник воїнам-односельчанам (пам'ятник комплексний). | Село Копані, в центрі села                 | 1969            |                                    |      |
| 23.  | 911             | Пам'ятний знак на честь воїнів-земляків, загиблих у роки ВВВ. | Село Коштове, в центрі села                | 1959            |                                    |      |
| 24.  | 913             | Пам'ятний знак на честь воїнів-земляків, загиблих у роки ВВВ. | Село Кузнецове, центр села                 | 1967            |                                    |      |
| 25.  | _               | Пам'ятний знак на честь воїнів-земляків, загиблих у роки ВВВ. | Село Лідіївка, центр села                  | 1987            |                                    |      |
| 26.  | 319             | Братська могила радянських воїнів (3 чоловіки) та пам'ятний знак на честь воїнів-земляків, жителів сіл Маринівка та Антонівка, загиблих у роки ВВВ (пам'ятник комплексний).                                | Село Маринівка, в центрі села              | 1960            |                                    |      |
| 27.  | 940             | Пам'ятник першому голові ревкому Кіртку А. Х. | Село Маринівка, центр села                 | 1963            | арх. П. Колесник                   |      |
| 28.  | 915             | Пам'ятний знак на честь воїнів-земляків, загиблих у роки ВВВ. | Село Мар'ївка, центр села                  | 1965            |                                    |      |
| 29.  | _               | Братська молила мирних жителів | Село Мостове                               | 1985            |                                    |      |
| 30.  | 321             | Братська могила радянських воїнів (8 чоловік) та пам'ятний знак на честь воїнів-земляків, загиблих у роки ВВВ (пам'ятник комплексний).                                                                     | Село Мостове, сквер у центрі села          | 1955            |                                    |      |
| 31.  | 323             | Могила Бур'янова П. К., який загинув при визволенні села у 1944 році та пам'ятний знак на честь воїнів-земляків, загиблих у роки ВВВ (пам'ятник комплексний).                                              | Село Новокантакузівка, центр села          | 1965            |                                    |      |
| 32.  | 916             | Пам'ятний знак на честь воїнів-земляків, загиблих у роки ВВВ. | Село Новокантакузівка, біля клубу          | 1965            |                                    |      |
| 33.  | 893             | Братська могила радянських воїнів (10 чоловік) та пам'ятний знак на честь воїнів-земляків, загиблих у роки ВВВ (пам'ятник комплексний).                                                                    | Село Олександрівка, в центрі села          | 1975            |                                    |      |
| 34.  | 894             | Братська могила радянських воїнів (2 чоловіки) та пам'ятний знак на честь воїнів-земляків, загиблих у роки ВВВ (пам'ятник комплексний).                                                                    | Село Олександродар, центр села             | 1967            |                                    |      |
| 35.  | 919             | Могила радянського воїна, старшого лейтенанта Попова І. П., який загинув при визволенні села у 1944 році.                                                                                                  | Село Першотравневе, кладовище              | 1944            |                                    |      |
| 36.  | 920             | Пам'ятний знак на честь воїнів-земляків, загиблих у роки ВВВ. | Село Петрівка, кладовище                   | 1965            |                                    |      |
| 37.  | 324             | Братська могила радянських воїнів (68 чоловік) та пам'ятний знак на честь воїнів-земляків, загиблих у роки ВВВ (пам'ятник комплексний).                                                                    | Село Прибужжя, центр села                  | 1967            |                                    |      |
| 38.  | 1463            | Пам'ятний знак на честь воїнів-земляків, загиблих у роки ВВВ. | Село Птиче, в центрі села                  | 1965            |                                    |      |
| 39.  | 924             | Пам'ятний знак на честь воїнів-земляків, загиблих у роки ВВВ. | Село Суха Балка, центральна площа села     | 1965            |                                    |      |
| 40.  | 925             | Пам'ятний знак на честь воїнів-земляків, загиблих у роки ВВВ. | Село Трудолюбівка, кладовище               | 1967            |                                    |      |
| 41.  | 326             | Братська могила радянських воїнів (5 чоловік) та пам'ятний знак на честь воїнів-земляків, загиблих у роки ВВВ (пам'ятник комплексний).                                                                     | Село Фрунзе, в центрі села                 | 1955            |                                    |      |
| 42.  | 327             | Братська могила радянських воїнів (3 чоловіки) та пам'ятний знак на честь воїнів-земляків, загиблих у роки ВВВ (пам'ятник комплексний).                                                                    | Село Царедарівка, центр села               | 1959            |                                    |      |
| 43.  | 912             | Братська могила радянських воїнів (10 чоловік) та пам'ятний знак на честь воїнів-земляків, загиблих у роки ВВВ (пам'ятник комплексний).                                                                    | Село Червона Поляна, кладовище             | 1944 рек. 1968  |                                    |      |
| 44.  | 926             | Братська могила радянських воїнів (7 чоловік). | Село Широкі Криниці, кладовище             | 1955            |                                    |      |
| 45.  | 923             | Пам'ятний знак на честь воїнів-земляків, загиблих у роки ВВВ. | Село Щасливка, центр села                  | 1966            |                                    |      |
| 46.  | 927             | Пам'ятний знак на честь воїнів-земляків, загиблих у роки ВВВ. | Село Щуцьке, в центрі села                 | 1965            |                                    |      |
|      |                 | |                                            |                 |                                    |      |

## Пам'ятки монументального мистецтва
| №п/п | Охоронний номер | Найменування пам'ятки                                      | Адреса                                         | Рік  | Автор               | Фото |
| ---- | --------------- | ---------------------------------------------------------- | ---------------------------------------------- | ---- | ------------------- | ---- |
| 1.   | _               | Пам'ятник першому комуністичному загону Гуляницького Т. М. | Смт Доманівка, біля районного будинку культури | 1978 |                     |      |
| 2.   | 930             | Пам'ятник В. І. Леніну                                     | Село Володимирівка, в центрі села              | 1968 | ск. М. Л. Савицький |      |
|      |                 |                                                            |                                                |      |                     |      |